# Одісе Паскалі

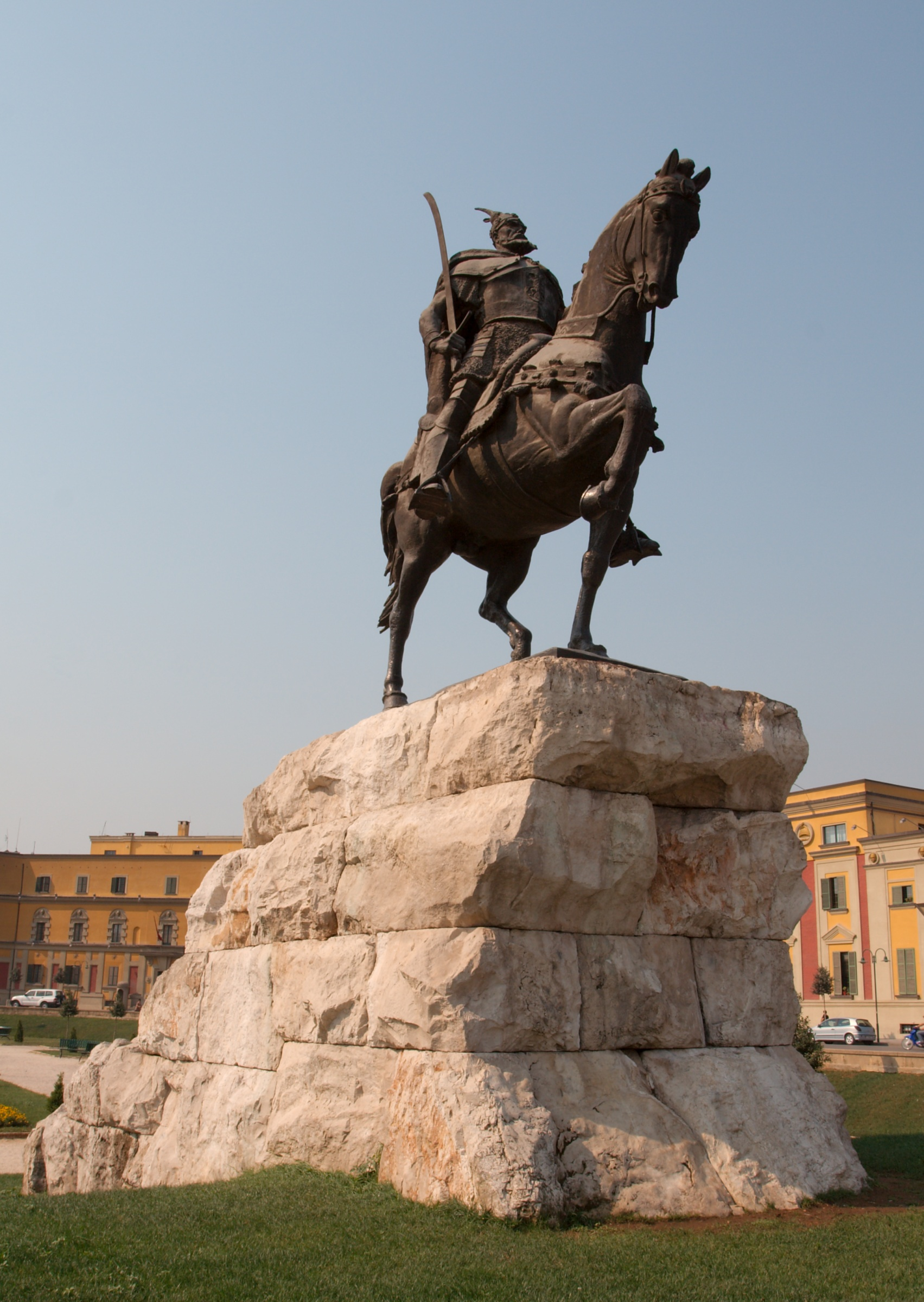
Пам'ятник Скандербегу

Одісе Паскалі' (алб. Odhise Paskali; нар. 22 грудня 1903, Пермет, Османська імперія — пом. 13 вересня 1985, Тирана, Народна Республіка Албанія) — видатний албанський скульптор. Народний скульптор Народної Соціалістичної Республіки Албанія (Skulptor Popullit).
Один з основоположників мистецтва скульптури Албанії.

## Біографія
На початку 1920-х переїхав до Королівство Італії, де закінчив середню школу. Там захопився мистецтвом пластики, у 1924 році на виставці в Турині був нагороджений за скульптуру «Голодую» і портрет Авні Рустема.
У 1925 році звернувся до президента Албанії Ахмета Зогу з проханням відправити його для навчання в академію мистецтв у Італії. А. Зогу виконав його побажання і надав Паскалі можливість вчитися в Турині під керівництвом Едуарда Рубіно. У 1927 році закінчив навчання в Італії. Пізніше отримав науковий ступінь в галузі літератури і філософії в Університеті Турина.
Навчаючись там, став творцем албанського студентського товариства (Studenti shqiptar) і журналу албанських студентів Турина.
У 1930-х роках був одним з ініціаторів створення об'єднання Друзі мистецтва, яке займалося організацією виставок народного мистецтва в містах Албанії. У травні 1931 він став одним з організаторів першої албанської експозиції мистецтв і першого училища живопису в Тирані.
З 1934 жив в Тирані. У 1947–1953 працював викладачем в художньому ліцеї в Тирані.
У 1951 в складі делегації діячів культури Албанії відвідав СРСР. У 1960 став директором Національної галереї в Тирані.
Нагороджений орденом Наїма Фрашері I ступеня.

## Творчість
О. Паскалі — автор близько 600 скульптур і пам'ятників.
Першою скульптурою, створеної ним після повернення на батьківщину був бюст Бетховена, творчістю якого він захоплювався.
Однією з найвідоміших робіт Паскалі є пам'ятник Скандербегу в столиці Албанії — Тирані.
У 1932 створив свої перші монументальні твори — пам'ятки Народний месник (Luftëtari Kombëtar), встановлений в центрі міста Корча і прапороносець (Flamurtari) у місті Вльора.

## Вибрані роботи
Автор пам'ятників, бюстів і скульптурних портретів видатних діячів Албанії та СРСР, в тому числі
- Абдюлю Фрашері (Прізрен)
- Наїму Фрашері
- 2 пам'ятника Скандербегу (Тирана і Кукес)
- Ахмету Зогу
- Енверу Ходжі
- Сталіну (Кучова і Тирана)
- Ісі Болетіні
- Міджені
- іконописцю Онуфрію
- Феофану (Нолі)
- невідомому партизану (Тирана)
- Ідрізу Сефері

та ін.
Багато роботи скульптора були вивезені під час окупації Італією.